# Vulcanii Noroioși de la Pâclele Mari si Pâclele Mici
Vulcanii Noroioși de la Pâclele Mari si Pâclele Mici este o arie protejată (arie specială de conservare — SAC, sit de importanță comunitară — SCI) din România, desemnată în scopul protejării biodiversității și menținerii într-o stare de conservare favorabilă a florei spontane și faunei sălbatice, precum și a habitatelor naturale de interes comunitar aflate în arealul zonei de protecție. Aceasta este întinsă pe o suprafață de 934,3 ha, integral pe uscat.

## Localizare
Centrul sitului Vulcanii Noroioși de la Pâclele Mari si Pâclele Mici este situat la coordonatele 45°20′50″N 26°42′48″E / 45.347333°N 26.713439°E. Acesta se întinde pe teritoriile administrative ale comunelor Berca și Scorțoasa din județul Buzău.

## Înființare
Situl Vulcanii Noroioși de la Pâclele Mari si Pâclele Mici (ROSCI0272) a fost declarat sit de importanță comunitară în decembrie 2007 pentru a proteja 2 specii de plante și 4 specii de animale. Situl a fost protejat și ca arie specială de conservare în mai 2022.

## Biodiversitate
Situată în ecoregiunea continentală, aria protejată conține 2 habitate naturale: Stepe și mlaștini sărate panonice, Stepe ponto-sarmatice.
La baza desemnării sitului se află mai multe specii protejate:
- plante (2): târtan (Crambe tataria), rățișoare (Iris aphylla subsp. hungarica, cunoscut și sub denumirea de „stânjenel de stepă”)
- amfibieni (1): izvoraș-cu-burta-galbenă (Bombina variegata)
- mamifere (1): popândău (Spermophilus citellus)
- reptile (2): balaurul dobrogean Elaphe sauromates, broasca-țestoasă europeană de baltă (Emys orbicularis)

Pe lângă speciile protejate, pe teritoriul sitului au mai fost identificate 17 specii de plante, 1 specie de reptile.